# Artimino
Artimino è una frazione situata nel comune di Carmignano (Prato).
È un borgo medievale murato posto in cima a un colle del Montalbano, conosciuto per le numerose testimonianze archeologiche, storiche e artistiche che accoglie, ma soprattutto per la presenza di una delle più importanti Ville medicee che punteggiano la Toscana.

## Origini del nome
Il nome ha una probabile origine etrusca e dovrebbe derivare da Artemium, tempio di Artemide (Artume). Potrebbe avere un rapporto anche con il nome etrusco Aritma.
Superata è invece l'etimologia proposta nel XIX secolo che faceva derivare il nome da una caratteristica fisica del luogo: actus minor che significa stretto minore riferito alla stretta della Gonfolina, sottostante all'altura di Artimino, che si protende come un promontorio verso l'Arno.

## Storia

### Etruschi

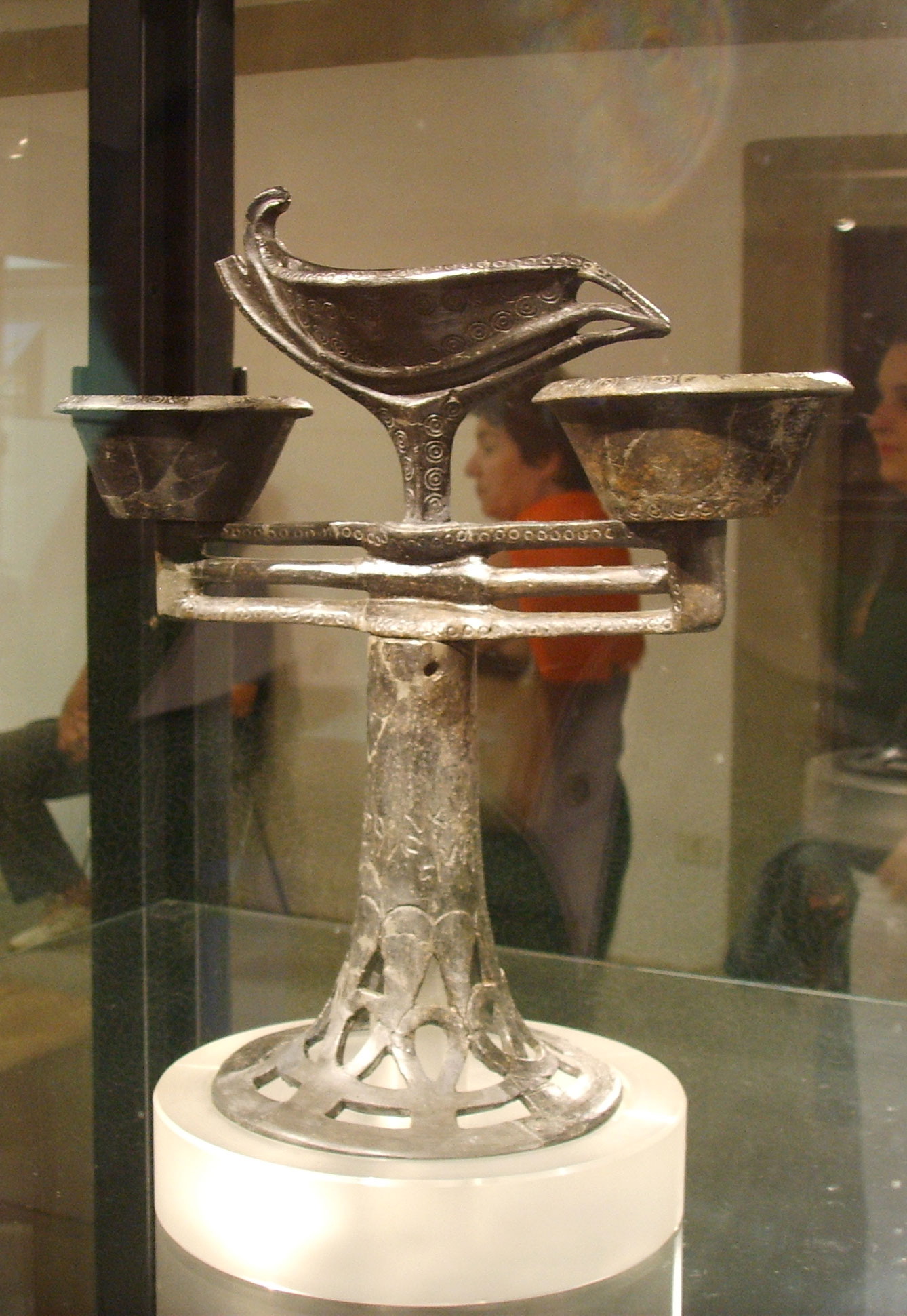
incensiere proveniente dagli scavi di Artimino

Si ha notizia di vari rinvenimenti etruschi ad Artimino fin dal XVIII secolo. A partire dagli anni '60 sono state rinvenute nel territorio varie testimonianze archeologiche che attestano come ad Artimino fosse presente un insediamento urbano etrusco, piuttosto importante; questo almeno secondo le risultanza della campagna di scavi condotta nelle immediate vicinanze del paese; l'abitato, dotato anche di una zona sacra, messa in luce nei pressi della "Paggeria" medicea, era probabilmente organizzato intorno ad una specie di decumano corrispondente al crinale che collega il borgo murato con la villa medicea. Da notare come il colle su cui sorse la villa fosse conosciuto come "Artimino vecchio", suggerendo la presenza di antiche vestigia.
Inoltre sono state rinvenute necropoli in diverse aree più o meno prossime tra cui la Necropoli di Prato Rosello con tombe piuttosto ben conservate, nelle quali sono stati ritrovati importanti reperti custoditi nel Museo Archeologico di Artimino. Comunque il centro urbano doveva essere il punto di riferimento di una più vasta area, visti anche i ritrovamenti di Comeana (Tombe di Boschetti e Tumulo di Montefortini), Montereggi (presso Limite sull'Arno) e Pietramarina (santuario extraurbano e mura di fortificazione sulla vetta del Montalbano).
La presenza di una città etrusca ad Artimino rende evidente l'importanza di quest'area per i rapporti Nord-Sud, tra Tuscia vera e propria e gli insediamenti sub-appenninici e oltre, fino a Marzabotto, tramite l'area di Pistoia, e il valico di Porretta. La scoperta della città etrusca di Gonfienti presso Prato, dovrà fare ripensare globalmente al sistema territoriale della presenza etrusca a nord dell'Arno, che sembra assumere un'importanza non solamente locale ma estendersi su tutti i margini della piana Firenze-Prato-Pistoia (Sesto Fiorentino, Gonfienti, Fiesole, Artimino, Comeana).

### Medioevo

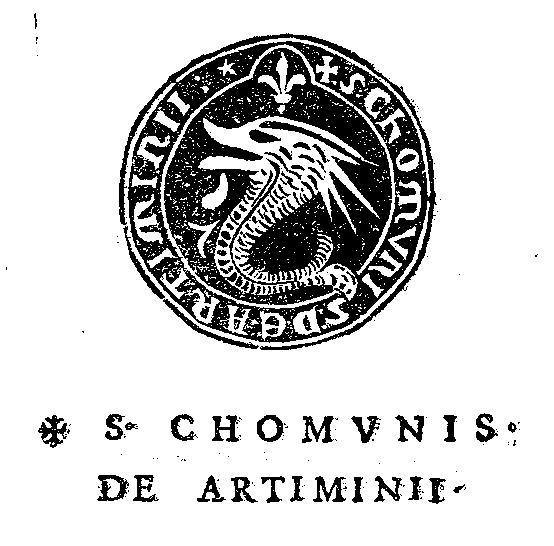
Stemma del comune medievale di Artimino

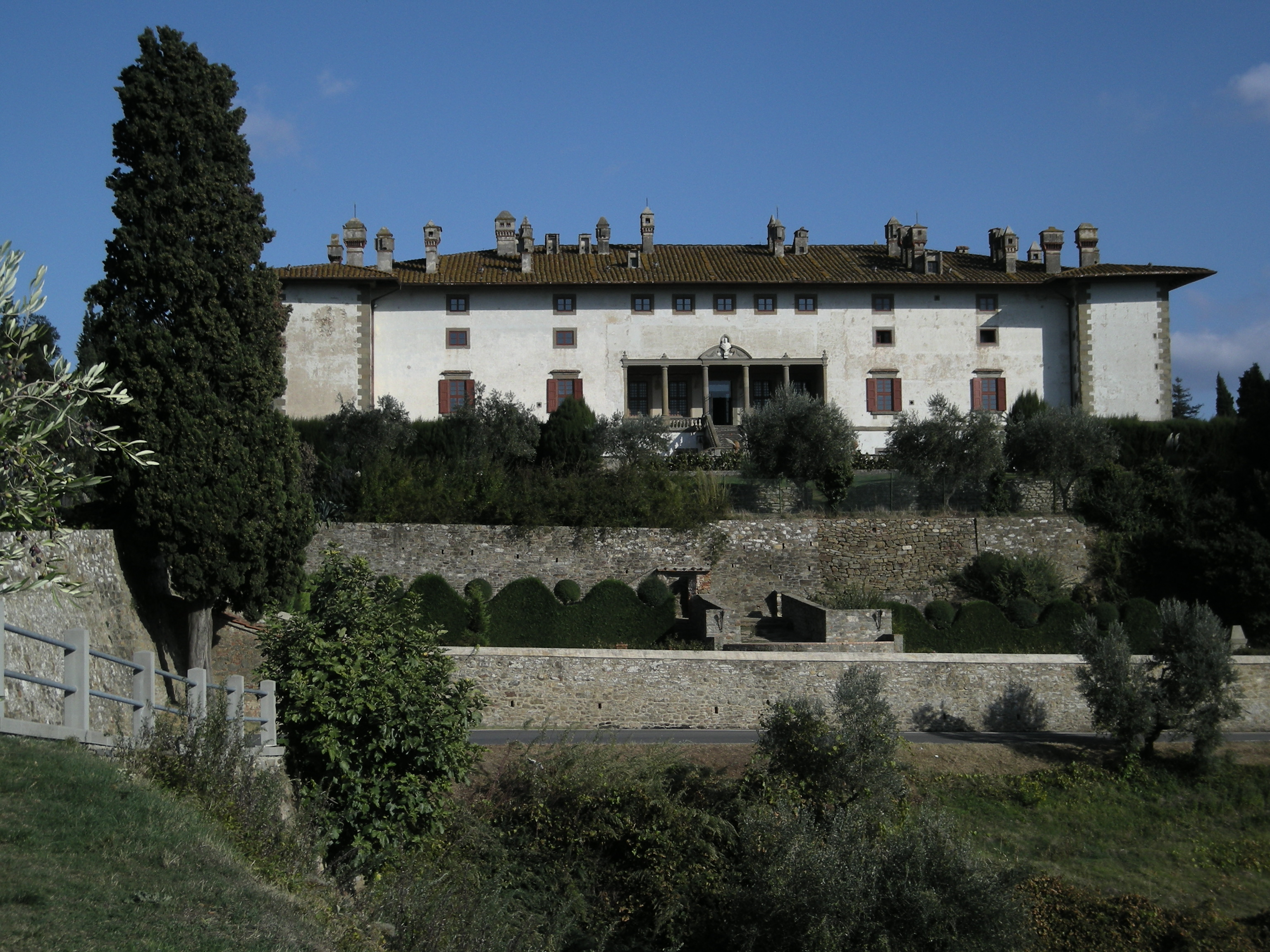
La Villa Medicea di Artimino

Nel medioevo è documentato un castello fin dal 1026, all'interno delle cui mura, ancora esistenti insieme ad alcune delle torri (anche se forse rimaneggiate), è nato l'attuale abitato.
La storica Pieve di San Leonardo è sorta invece fuori dalle mura, piuttosto lontana dall'abitato, come del resto era comune all'epoca, in cui l'organizzazione territoriale in Toscana era caratterizzata da insediamenti sparsi e da centri di potere distinti: castello e pieve.
La presenza della pieve, è documentata a partire dal 998 quando in un diploma di Ottone III tra i privilegi del vescovo di Pistoia compare in elenco anche "... plebs.... in Artimino".
Nei dintorni di Artimino troviamo un'altra chiesa romanica: quella di San Martino in Campo, attualmente posta nel comune di Capraia e Limite. La chiesa, appartenente ad un complesso monastico, si trova sul margine del bosco, non lontana dal crinale del Montalbano e non era nata come pieve o chiesa suffraganea, bensì ospizio o ospedale per viandanti, così come San Giusto al Montalbano, attestando così una viabilità altomedievale coincidente con il crinale del Montalbano e congiungente l'area della Gonfolina con l'area sub-appenninica pistoiese ed oltre verso nord.
Nel XII e XIV secolo Artimino era un comune rurale con propri statuti e propri confini, inizialmente appartenente al contado pistoiese.
Facendo parte del sistema difensivo di Pistoia, di cui costituiva un avamposto di confine, fu oggetto, insieme all'altro comune rurale di Carmignano, di un'aspra contesa tra Pistoia e Firenze che sul volgere del XIV secolo avrà definitivamente il sopravvento dopo aver rischiato di soccombere sotto i colpi di Castruccio Castracani che guerreggiò a lungo nei dintorni. Conquistato e perso dai fiorentini nel 1204 e nel 1225 (in quella occasione furono distrutte le mura). riconquistato e nuovamente fortificati da Castruccio, Artimino fu nuovamente assediato e preso dai fiorentini, nel 1327.
Dopo la pace del 1330, Artimino fu stabilmente incorporato, dal 1347, nel dominio fiorentino pur rimanendo, a tutt'oggi, nella diocesi pistoiese. 
La famiglia di maggior rilievo del borgo, i Ricciardi, si trasferì in Firenze; in seguito le loro terre ad Artimino verranno acquistate dai Medici.
Dopo la stessa epoca si aggiunse al sigillo comunale, il giglio di Firenze sopra il drago marino.

### Età moderna
Le istituzioni comunali si conservarono anche nel XV secolo. 
Nel 1559, ai tempi di Cosimo I furono anche riformati gli statuti comunali.
Comunque, dopo un lungo periodo di declino dell'antico comune, la costruzione della Villa Medicea La Ferdinanda rappresentò un mutamento territoriale radicale, visto che i Granduchi, che soggiornavano molto spesso ad Artimino, di fatto trasformarono l'intero borgo in annesso di servizio della Villa e istituirono la bandita del Barco reale, un grandissimo recinto murato destinato alla caccia di cui rimangono numerosi tratti di muro mediceo.
Buona parte delle abitazioni del borgo diventarono tra il XVII e il XVIII secolo di proprietà granducale, e alle mura furono addossate le scuderie della villa (meno grandiose di quelle di Poggio a Caiano) che, dopo un intervento di recupero, accolgono attualmente il Museo archeologico.
Nel periodo lorenese, visto che la villa rimaneva del tutto inutilizzata dalla corte, il Granduca Leopoldo I alienò la villa e tutti i possedimenti del poggio di Artimino al marchese Bartolomei.